# Jairo Nunes
Jairo Morais Nunes é um linguista brasileiro conhecido por seu trabalho em sintaxe gerativa. É doutor e pós-doutor em linguística pela Universidade de Maryland e pós-doutor pela Universidade do País Basco, pela Universidade de Utrecht e pela Universidade do Sul da Califórnia. É professor titular da Universidade de São Paulo.
Publicou, em 2004, Linearization of Chains and Sideward Movement (MIT Press) e, em 2005, Understanding minimalism (Cambridge University Press) em co-autoria com Norbert Hornstein e Kleanthes Grohmann.